# Emigranten voor Utopia
Emigranten voor Utopia (Engelse titel: The black corridor) is een roman van de Britse schrijver Michael Moorcock. Het boek valt in de categorie sciencefiction, maar het lijkt zich grotendeels af te spelen in wat toen  de toekomst was, maar nu verleden is: 2005. De Nederlandse titel lijkt geen binding te hebben met de geschreven tekst. Het verhaal is gebaseerd op een eerder geschreven kort verhaal van Hilary Bailey, destijds mevrouw Moorcock. Zij was meer verantwoordelijk voor de omschrijving van de toestand op Aarde; hij meer van de persoonlijke ontwikkeling dan wel ineenstorting.

## Synopsis
Hoofdpersoon in John Ryan. Ryan ontvlucht het Engeland van beginjaren 70. Engeland (en ook de wereld) heeft oorlog met zichzelf en iedereen, Birmingham vecht met Londen. De doorgeslagen Patriotten hebben het voor het zeggen en elke man/vrouw met maar een afwijkend tintje wordt vervolgd en min of meer gedwongen het land te verlaten. Ryan wil daar als speelgoedfabrikant niet aan mee doen, maar wordt er door zijn afnemers wel toe gedwongen. Ryan weet met een aantal familieleden en vrienden het ruimteschip Hope Destiny te bemachtigen en vertrekt naar München 15040 (Ster van Barnard) met een snelheid van 90% van de lichtsnelheid. De reis zal in totaal ongeveer zes jaar duren. Ryan is de enige wakkere mens van het ruimteschip, de rest is ingevroren. Ryan voert de dagelijkse routine strikt uit aan de hand van een tijdspad uitgegeven door de boordcomputer. De eenzaamheid en saaiheid van het leefpatroon laten Ryan langzaam ontsporen. Daarbij komt naar voren dat de meegenomen familieleden en vrienden ook niet allemaal even keurig waren.
Het boek leest vlot weg, het is grotendeels in de onvoltooid tegenwoordige tijd met af en toe enige voorgeschiedenis. Door de diverse herhalingen en het vrij abrupte einde waren de sciencefiction het niet eens met wat nu exact de inhoud van het boek is. Er zijn minstens drie meningen over de gehele roman:
- Ryan heeft de familieleden en vrienden direct na vertrek vermoord en wordt nu achtervolgd door hun schimmen;
- Ryan lijdt aan paranoia als gevolg van eenzaamheid en saaiheid en haalt de karakters van zijn gasten naar voren;
- de gehele reis heeft niet plaatsgevonden; hij zit met zijn vrouw op de bank terwijl de Patriotten een razzia houden, Ryan droomt weg en sleurt zijn familieleden en vrienden in zijn dagdroom mee.